# Popillia expalescens
Popillia expalescens är en skalbaggsart som beskrevs av Ohaus 1937. Popillia expalescens ingår i släktet Popillia och familjen Rutelidae. Inga underarter finns listade i Catalogue of Life.